# Страдање Јованке Орлеанке
Страдање Јованке Орлеанке (фр. La Passion de Jeanne d'Arc) је француски неми историјски филм из 1928. године, заснован на запису са суђења Јованки Орлеанки. Филм је режирао Карл Теодор Драјер, а Рене Жана Фалконети тумачу улогу Јованке. Надалеко је цењен као достигнуће кинематографије, посебно због своје продукције, Драјерове режије и Фалконетине глуме, која се често наводи као једна од најбољих у историји кинематографије. Филм резимира време када је Јованка Орлеанка била заточеница Енглеске, осликавајући њено суђење и погубљење.
Студио Société Générale des Films је позвао данског редитеља Драјера да сними филм у Француској и одабрао је да сними филм о Јованки Орлеанки због њене обновљене популарности у Француској. Драјер је провео више од годину дана истражујући Јованку Орлеанку и записе са њеног суђења пре него што је написао сценарио. Драјер је позоришној глумици Фалконетијевој дао насловну улогу, што је била њена једина главна филмска улога. Фалконетина глума и посвећеност улози током снимања постали су легендарни међу филмским круговима.
Филм је снимљен на једном огромном бетонском сету по узору на средњовековну архитектуру како би се реалистично приказао затвор у Руану. Филм је познат по кинематографији и коришћењу крупних планова. Драјер није дозволио глумцима да се шминкају и користио је дизајн осветљења који је учинио да они изгледају гротескније. Пре објављивања, филм је изазвао контроверзу због скептицизма француских националиста о томе да ли Данац може да режира филм о једној од најцењенијих историјских икона Француске. Драјерова коначна верзија филма је скраћена због притиска париског надбискупа и владиних цензора. Током наредних деценија је објављиван у различитим ремонтованим верзијама које су покушавале да обнове Драјерову завршну верзију. Године 1981. оригинална верзија филма је откривена у једној менталној установи недалеко од Осла, након чега је поново објављена.
Упркос примедбама и цензури клерикалних и владиних власти, филм је постигао велики успех код критичара када је први пут објављен, а данас се сматра једним од најбољих филмова икада снимљених. Хвалили су га и референцирали многи филмски редитељи и музичари. Године 1958. филм је смештен на 4. место престижне листе Брисел 12 на Светској изложби.

## Радња
Након што је предводила Французе у бројним биткама против Енглеза током Стогодишњег рата, Јованка Орлеанка је заробљена код Компјења и на крају доведена у Руан да јој се суди за јерес од стране француских свештеника лојалних Енглезима.
Дана 30. маја 1431. године, Јованку испитује француски свештенички суд. Судије, које су на страни бургундско-енглеске коалиције и против краља Француске, покушавају да је натерају да каже нешто што ће дискредитовати њену тврдњу или пољуљати њено уверење да јој је од Бога дата мисија да отера Енглезе из Француске, али она остаје непоколебљива. Један или двојица од њих, верујући да је она заиста светица, подржавају је. Власти тада прибегавају обмани. Један свештеник чита лажно писмо у затвору неписменој Јованки, наводно од француског краља Шарла VII, у којем јој говори да верује у носиоца. Када и то не успе, Јованка је одведена да погледа одају за мучење, али је тај призор, иако се онесвести, не застрашује.
Када јој прете спаљивање на ломачи, Јованка се коначно сломи и дозвољава свештенику да јој води руку у потписивању исповести. Међутим, судија је тада осуђује на доживотни затвор. Након што јој тамничар обрије главу, она схвата да је била неверна Богу. Она захтева да се судије врате и повлачи своје признање.
Како све више и више људи око ње почиње да препознаје њену праву веру и позив, дозвољена јој је последња миса причешћа. Затим је обучена у костријет и одведена на место погубљења. Она помаже џелату да је веже. Гомила се окупља и ватра се пали. Док се пламен диже, жене плачу, а један мушкарац виче: „Спалили сте светицу”. Трупе се спремају за побуну. Док пламен гута Јованку, војници и руља се сукобљавају и људи гину. Титлови кажу да пламен штити њену душу док се уздиже на небо.

## Улоге
| Глумац              | Улога              |
| ------------------- | ------------------ |
| Рене Жана Фалконети | Јованка Орлеанка   |
| Ежен Силвен         | епископ Пјер Кошон |
| Андре Берли         | Жан д'Естивет      |
| Морис Шуц           | Никола Лојселер    |
| Антонен Арто        | Жан Масје          |
| Жилбер Дало         | Жан Леметр         |
| Жан д'Ид            | Никола де Упвил    |
| Луј Равет           | Жан Бопер          |
| Камил Барду         | лорд Ворвик        |

## Продукција

### Позадина и сценарио
Након успеха филма Господар куће у Данској, студио Société Gėnėrale des Films је позвао Драјера да сними филм у Француској, и предложио је филм о Марији Антоанети, Катарини Медичи или Јованки Орлеанки. Он је тврдио да је коначна одлука о теми филма одређена жребом. Јованка Орлеанка је добила на популарности после Првог светског рата, пошто ју је Римокатоличка црква 1920. године канонизовала за светицу и прогласила за једног од светаца заштитника Француске. Драјер је провео више од годину и по дана истражујући Јованку, а сценарио је засновао на оригиналним записима са њеног суђења, сажимајући 29 испитивања током 18 месеци у један дан. За продукцију су купљена права на антиконформистичку књигу Жозефа Делтила о Јованки из 1925. године. У филму није коришћено ништа из ове књиге; међутим, он је потписан као сценариста. У есеју за Дански филмски институт, Драјер је навео шта је хтео да постигне: „Желео сам да протумачим химну тријумфу душе над животом”.

### Кастинг
Јованка Орлеанка је била друга и последња филмска улога Рене Жане Фалконети. Иако је одувек више волела позоришну уметност него биоскопску и изјавила да никада није разумела позитивну реакцију на глуму у филму, Фалконетин наступ јој је скоро одмах постигао статус иконе у историји филма. Драјер је отишао да види Фалконетијеву иза позорнице на извођењу комичне представе La Garçonne Виктора Маргерита. У почетку није био импресиониран, али када ју је сутрадан видео други пут, Драјер је изјавио да је „осећао да постоји нешто у њој што би се могло изнети; нешто што би она могла дати, нешто, дакле, што бих могао узети. Иза шминке, позе и тог заносног модерног изгледа, било је нешто. Иза те фасаде је била душа.” Драјер ју је замолио да уради неколико тестова пред камером следећег дана, али без икакве шминке. Током тестова, он је „на њеном лицу пронашао управо оно што је желео за Јованку: сеоску девојку, веома искрену, али и жену од патње”. Драјер је потом испричао Фалконетијевој о филму и њеној улози веома детаљно. Пристала је да глуми у филму, потајно се надајући да неће морати да подшиша косу или да се одрекне шминке.
Жан Реноар је похвалио њен наступ и рекао: „Та обријана глава била је и остала апстракција читавог епа Јованке Орлеанке”. Драјер, који је имао репутацију тиранског редитеља, према њој је оштро поступао. Он би увек испразнио сет кад год је Фалконетијева морала да глуми у посебно емотивној или важној сцени, омогућавајући јој да се фокусира без икаквих сметњи. Драјер је често имао потешкоћа да се објасни Фалконетијевој и било је познато да би постајао јарко црвен у лицу и да би замуцкивао кад год би је страствено усмеравао. Он је рекао да редитељ „мора да пази да глумци никада не намећу сопствену интерпретацију, јер глумац не може да створи истину и чисте емоције на команду. Не могу се истиснути осећања. Она морају произаћи из себе, а то је заједнички посао редитеља и глумца, који морају довести до те тачке.” Касније у постпродукцији, Фалконетијева је била једини члан глумачке екипе која је посматрала монтажу филма. Према критичару Роџеру Иберту:
За Фалконетијеву је овај наступ био искушење. Легенде са сета причају о Драјеру који ју је приморао да болно клечи на камену, а затим да обрише сав израз са лица – да би гледалац прочитао потиснуту или унутрашњу бол. Снимао је исте кадрове изнова и изнова, надајући се да ће у монтажној соби пронаћи баш праву нијансу њеног израза лица. 
Међу осталим члановима глумачке екипе био је и француски драматург Антонен Арто као монах Масје. Арто је касније изјавио да је филм требало да „открије Јованку као жртву једне од најстрашнијих од свих перверзија: изопачености божанског принципа у свом проласку кроз умове људи, било да су они Црква, Влада или шта већ хоћете.”

### Кинематографија
Рад са камером био је крајње неконвенционалан у свом радикалном нагласку на цртама лица глумаца. Драјер је велики део филма снимио у крупном плану, изјавивши: „Било је питања, било је одговора – врло кратких, врло оштрих... Свако питање, сваки одговор, сасвим природно је захтевао крупни план... Осим тога, резултат крупних планова био је да је гледалац буде шокиран као и Јованка, примајући питања, мучен њима.” Драјер такође није дозволио глумцима да се шминкају, желећи да испричају причу кроз своје изразе лица — овај избор је омогућен коришћењем недавно развијеног панхроматског филма, који је бележио тонове коже на натуралистички начин.
Драјер је често снимао свештенике и друге Јованкине иследнике у висококонтрастном осветљењу, али је потом снимао Јованку при меком, равномерном осветљењу. Кинематографија Рудолфа Матеа са високим контрастом је такође омогућила да непривлачни детаљи на лицима људи, као што су брадавице и квржице, буду у потпуности видљиви. Поред тога, Драјер је користио много снимака Јованкиних прогонитеља из ниског угла како би изгледали монструозније и застрашујуће; у настојању да се то уради, ископано је неколико рупа на сету да би камера снимала из одговарајућег угла, због чега му је екипа дала надимак „Карл Грујер”. Драјер је такође снимио филм „од прве до последње сцене... у правом редоследу”.

### Уметничка режија
Филм је имао један од најскупљих сетова икада направљених за европски филм до тада. Пошто је добио буџет од седам милиона франака, Драјер је конструисао огромну осмоугаону бетонску поставу за приказ замка Руан. Сценографи Херман Варм и Жан Иго били су инспирисани средњовековним минијатурама за своје дизајне, додајући неприродне углове и перспективе како би приказали Јованкино емоционално стање ума. Такође су се ослањали на средњовековне рукописе са тачним архитектонским цртежима, као што је Livre de Merveilles Џона Мандевила. Огроман сет је изграђен као једна потпуна, међусобно повезана структура уместо на одвојеним локацијама. Замак је имао куле у сва четири угла са бетонским зидовима који су ишли дуж страна. Сваки зид је био дебео 10 центиметара да би могао да издржи тежину глумаца, техничара и опреме. У један од зидова уграђен је и функционални покретни мост. Унутар зидина биле су мале куће, двориште у коме су се налазиле ломача и катедрала. Цео сет је био офарбан у розе, тако да би изгледао сиво на црно-белом филму и контрастно са белим небом изнад њега.
Упркос свим детаљима уметнутим у сет, у филму су увек видљиви само његови делови, што је касније разбеснело продуценте филма пошто је толико новца потрошено на сет. Драјер је касније, међутим, рекао да је обим сета повећао способности глумаца и глумица да дају убедљиве перформансе. Оригинални модели Хермана Варма за сет филма тренутно се чувају у Архиву Данског филмског института.

## Музика

### Оригинална музика
За две премијере Страдања Јованке Орлеанке у Копенхагену и Паризу коришћене су различите партитуре. Сачувана је музика париске верзије, за оркестар и певаче. Компоновали су је Лео Пуже и Виктор Аликс, који су, осим што су били филмски композитори, обојица писали оперете; Пуже се ближио крају своје каријере, док се Аликс сматрао утврђеним композитором. Њихова партитура за Страдање Јованке Орлеанке се последњих година приказивала са неким ограничењима, али се чини да се у то време сматрала прихватљивом.
Током 1920-их, филмска музика је обично извођена уживо у биоскопу. Међутим, нека музика Пужеа и Аликса је забележена. Године 1929. објављени су делови њихове композиције на грамофонској плочи у изведби Симфонијског оркестра Лутесије Ваграм (Лутесија Ваграм је био велики париски биоскоп тог времена, а касније је срушен).
Драјер је такође чуо музику за верзију филма Жозефа-Мари Ло Дуке која је изашла 1950-их. Укључивала је музику Баха, Албинонија и Вивалдија: Драјер је није одобрио; чини се да није наишао на музику коју је сматрао коначном.

### Музичка пратња од 1968.
Од Драјерове смрти и поновног откривања оригиналне верзије, бројни композитори су обезбедили музику за филм.
- Године 1983. дански композитор и диригент Оле Шмит је компоновао партитуру, која је премијерно изведена у Лос Анђелесу 1983. и објављена на CD-у 1999. године.[26]
- Године 1988. холандски композитор Јо ван ден Борен написао је модерну партитуру за симфонијски оркестар.[27]
- Године 1994. композитор Ричард Ајнхорн написао је ораторијум заснован на филму под називом Гласови светлости. Овај комад је доступан као опциона пратња на DVD издању коју је објавио Criterion Collection.[28]
- Дана 27. августа 1995. године, Ник Кејв и бенд Dirty Three су пружили музичку пратњу за филм у Националном филмском биоскопу у Лондону.[29]
- Године 1999. америчка певачица и текстописац Кет Пауер је пружила музичку пратњу на неколико пројекција филма у САД.[30]
- Године 2003, амерички гитариста Роб Бирд је пружио музичку пратњу за филм на фестивалу Запаљени човек у пустињи Блек Рок у Невади. Наредни наступи уживо одржани су у мају 2004. у Бостону, априла 2008. у Бруклину, новембра 2010. у Кембриџу, Масачусетс, 5. децембра 2015. у Манчестеру, Њу Хемпшир, 12. априла 2016. у Волпулу, Масачусетс.
- Године 2003. норвешка електронска музика Ugress објавила је ограничено CD издање под називом La Passion De Jeanne D'Arc: Soundtrack to a Silent Movie.[31]
- Дана 16. априла 2008, неокласична електронска група In the Nursery премијерно је представила звучну подлогу за филм у катедрали у Шефилду.[32]
- Оснивачи Данског филмског фестивала Кристијан Дитлев Брун и Лене Пелс Јоргенсен наручили су данском композитору Јесперу Киду да обезбеди нову музику за филм за Дански филмски фестивал: Лос Анђелес.[33]
- Естонски композитор Тину Корвитс написао је 2009. године музику за мали оркестар (за концертну сезону L´Ensemble De Basse-Normandie 2009/10) за овај филм.[34]
- Литвански композитор Бронијус Кутавичијус написао је 2009. године партитуру за камерни оркестар (за камерни оркестар Светог Кристофера), изведену на Сканорама – европском филмском форуму у Вилњусу.[35]
- Године 2010, амерички електронски/камерни композитор/аранжер Џорџ Сара обезбедио је оригиналну партитуру заједно са гудачким квартетом и хором са члановима LA Master Chorale на пројекцији филма у Лос Анђелесу.[36]
- Канадски композитор Стефан Смуловиц написао је 2010. године партитуру за гудачки квартет, дуваче, перкусије, оргуље и соло глас, која је премијерно изведена на Међународном фестивалу извођачких уметности у Ванкуверу.[37]
- Дана 7. маја 2010. у Колстон холу у Бристолу премијерно је изведена музика Адријана Атлија и Вила Грегорија.[38]
- Дана 14. априла 2011, инди рок екипа Joan of Arc пратила је овај филм на Међународном филмском и музичком фестивалу у Чикагу.[39]
- Године 2013. Роџер Ино је пружио музичку пратњу у Оксфорду.[40]
- Дана 30. маја 2013. солисти хора RIAS Kammerchor и Ансамбла Шеридан премијерно су извели верзију аустралијског пијанисте и композитора Филипа Мајерса у Берлину, у којој су мотети Жоскина Депреза преплетени са оригиналном музиком Филипа Мајерса. Супротстављање музике неколико деценија након мученичке смрти Јованке Орлеанке и музике 21. века, свиране на флаути, виолончелу и вибрафону и перкусијама, издваја ову верзију од многих других партитура.
- До краја септембра 2014. Метју Џоунс (виолина) и Џонатан Слато (виолончело) из данског ансамбла MidtVest, у сарадњи са пијанистом немог филма Роненом Талмајем и обоистом Хенриком Голдшмитом, слободном импровизацијом су пратили овај филм. Представе су одржане у Копенхагену (23. септембра), Сдр. Фелдингу (26. септембар), Холстеброу (27. септембар) и Архусу (29. септембар).[41]
- Дана 9. јануара 2015, аустралијски пост рок бенд Hazards of swimming naked извео је оригиналну музику уз распродату пројекцију филма у Квинслендској галерији модерне уметности,[42] у оквиру програма кинотеке „Митови и легенде”.
- Године 2015, Доналд Григ из Orlando Consort-а, британске групе певача за рану музику без пратње, осмислио је партитуру која се састоји од музике из времена Јованке Орлеанке. Група је направила турнеју са филмом. Одабрану музику су углавном радили француски композитори и мало је позната савременој публици ван света ране музике, изузетак је Agincourt Carol. Текстови су били релевантни за филм и укључивали су Ditié de Jehanne d’Arc Кристине Пизанске, елегичну песму написану за време Јованкиног живота.[25]
- Године 2016. шпански бенд за неме филмове Caspervek Trio премијерно је извео оригиналну пратњу. Наступи су одржани у Мадриду и Вигу.
- Дана 29. септембра 2017, Џулија Холтер је извела светску премијеру своје музике за филм у Лос Анђелесу.[43]
- Камерни хор и оркестар Cantilena извели су 12. маја 2018. оригиналну партитуру Пужеа и Аликса из 1928. уз приказивање комплетног филма у цркви Свете тројице у Линоксу, Масачусетс.
- Дана 21. октобра 2018. британски дуо Мариса и Ден Корнфорд заједно са хором Cantorum одржали су премијеру музике Марисе Корнфорд у цркви Светог Павла у Вуберну. Други наступ је одржан у Хјухендену 1. маја 2019. године. Свирали су уживо уз филм користећи електричну виолу, бас рекордер, добош и клавијатуру са различитим звуцима. Придружила им се и певачица Ела Торнтон-Вуд.[44]
- Џин Притскер и Франц Хакл су 25. маја 2019. извели светску премијеру Притскерове музике као пратњу за пројекцију филма на четвороспратном платну величине IMAX. Премијера је одржана у Њујорку.[45]
- Оркестар за неме филмове Berklee је 9. јуна 2019. пратио филм са модерном оперском партитуром, коју су компоновали студенти уписани у програм снимања филмова у Беверлију, Масачусетс.
- Дана 31. октобра 2019, Мори Гудачки квартет са седиштем у Лос Анђелесу извео је оригиналну партитуру коју су сачинили чланови квартета, која је укључивала микротоналност, импровизацију и експериментално извођење ране музике, у Бижу театру на Калифорнијском институту за уметност.

## Објављивање и различите верзије
Филм је дебитовао 21. априла 1928. у биоскопу „Паладс” Копенхагену. Након неколико приватних пројекција, коначно је премијерно приказан у Паризу 25. октобра 1928. године. Објављивање филма је било одложено због упорних протеста многих француских националиста – који су се противили чињеници да Драјер није био ни католик ни Француз, као и због тога што се тада причало да је Лилијан Гиш добила улогу Јованке. Још у јануару 1927. Жан-Жозе Фрапа је рекао да „ма какав таленат редитељ да има (а он га има)... не може нам дати Јованку Орлеанку у правој француској традицији. А америчка 'звезда'... не може бити наша Јованка, здрава, живахна, која сија чистотом, вером, храброшћу и патриотизмом. Дозволити да се ово направи у Француској било би скандалозно одрицање од одговорности.” Пре француске премијере, неколико верзија је направљено по налогу париског надбискупа и владиних цензора. Драјер је био љут због различитих верзија, јер није имао контролу над њима. Касније те године, 6. децембра, пожар у студију UFA у Берлину уништио је оригинални негатив филма; постојало је само неколико копија Драјерове оригиналне верзије филма. Драјер је успео да споји нову верзију оригиналног филма користећи алтернативне и првобитно неискоришћене снимке. Ова верзија је такође уништена у пожару у лабораторији 1929. године. Током наредне четири деценије, постало је тешко пронаћи копије Драјерове друге верзије, а сматрало се да су копије оригинала још ређе.
Филм је поново објављен 1933. у 61-минутној верзији која је укључивала нову нарацију радио звезде Дејвида Роса, али без међутитлова. Године 1951. Жозеф-Мари Ло Дука је пронашао копију негатива Драјерове друге верзије у трезорима студија Gaumont. Ло Дука је потом направио неколико значајних измена, укључујући додавање барокне музике и замену многих међутитлова. Дуги низ година, Ло Дукина верзија је била једина доступна. Међутим, Драјер се противио овој верзији.
Следећу верзију филма продуцирао је Арни Крог са Данског филмског института. Крог је изрезао сцене и секвенце из неколико различитих доступних отисака како би покушао да направи филм који је што вернији Драјеровој оригиналној визији.

### Поновно откривање оригиналне верзије
Оригинална верзија је била изгубљена деценијама након што је пожар уништио главни негатив, након чега су биле доступне само варијације Драјерове друге верзије. Године 1981, запослени у болници за менталне болести Дикемарк у Аскеру пронашао је неколико канистера за филм у орману домара који су били означени као 'Страдање Јованке Орлеанке. Канистери су послати у Норвешки филмски институт где су прво чувани три године до коначног испитивања. Тада је откривено да су они били Драјерова оригинална верзија пре владине или црквене цензуре. Никада није било записа о слању филма Аскеру, али филмски историчари верују да је тадашњи директор институције можда захтевао посебну копију пошто је био Драјеров пријатељ, као и објављивани историчар и стручњак за стигме. Католичка црква је осудила Драјерово приказивање Јованкиних стигми.

## Пријем
Приликом првог објављивања, филм је постигао велики успех и одмах је назван ремек-делом. Међутим, био је велики финансијски промашај и проузроковао је да студио откаже уговор са Драјером након неуспеха овог филма и Наполеона Абела Ганса. Драјер је љутито оптужио студио да је унаказио филм како би избегао вређање католичких гледалаца и тужио их због кршења уговора. Судски процес је трајао до јесени 1931. године, за то време Драјер није могао да сними други филм. Забрањен је у Британији због приказа грубих енглеских војника који се ругају и муче Јованку у сценама које одражавају библијске извештаје о римским војницима који су исмевали Христа. Критичан је био и париски надбискуп, који је захтевао промене.
Филмски рецензент The New York Times-а Мордонт Хол је био одушевљен:
... као филмско уметничко дело ово има предност у односу на све што је до сада снимљено. Чини да достојни филмови прошлости изгледају као шљокице. Испуњава гледаоца тако интензивним дивљењем да се сви други филмови чине тривијалним у поређењу.
О звезди је написао: „...даровита изведба Марије Фалконети као Јованке Орлеанке је оно што се уздиже изнад свега у овом уметничком остварењу.”
Међутим, Variety је дао негативну рецензију филму током првобитног објављивања, назвавши га „смртоносно заморним филмом”. Године 1929. Национални одбор за рецензију филмова прогласио је овај филм једним од најбољих страних филмова године.

## Наслеђе
Критичари и дан данас хвале филм и Фалконетину глуму. Полин Кејл је написала да је Фалконетина глума „можда најбољи наступ икада забележен на филму”. Роџер Иберт је похвалио филм и рекао да „не можете знати историју немог филма осим ако не познајете лице Рене Марије Фалконети”. Жан Семолу га је назвао „филмом конфронтације”, а Пол Шрејдер је хвалио „архитектуру Јованкиног света, који се буквално заверава против ње; у виду лица њених инквизитора, ходника, врата, намештаја у офанзиви, упадљив, јуришајући на њу под косим угловима, нападајући је оштрим комадима црно-белог.” Џонатан Розенбаум је написао да „Драјеров радикални приступ изградњи простора и спор интензитет његовог мобилног стила чине ово „тешким” у смислу да, као и сви највећи филмови, изнова осмишљава свет из темеља”.
Неки критичари су нашли недостатке у филму, а Пол Рота га је назвао „једном од најистакнутијих остварења икада реализованих у историји и развоју кинематографије, али то није била потпуна експозиција стварних филмских својстава”. Том Милне је изјавио да „на неки начин стил који је Драјер пронашао за филм изгледа непоправљиво лажан. Уместо да природно тече из његових одабраних материјала... чини се да им је наметнут... Кроз филм постоји стална стилска несигурност, нечистоћа, која се намеће данас у великој мери”, али је додао да „Јованка Орлеанка има величанствену моћ која парним ваљцима пробија пут кроз све своје мане и ексцесе”. На сајту Rotten Tomatoes, филм има рејтинг одобравања од 98% на основу 59 рецензија, са просечном оценом 9,10/10. Консензус веб-сајта гласи: „Страдање Јованке Орлеанке је филм који се мора видети само због невероватног наступа Рене Марије Фалконети – и класик свих времена из безброј других разлога”.
The Village Voice га је сврстао на 8. место листе најбољих филмова двадесетог века у анкети критичара из 2000. године. У јануару 2002. филм је изабран за 69. место на листи 100 најбољих филмова свих времена од стране Националног друштва филмских критичара. Филм је изабран за 64. место на листи 100 најбољих филмова истакнутог француског часописа Cahiers du cinéma 2008. године. Страдање Јованке Орлеанке појавило се пет пута у анкетама топ десет филмова часописа Sight & Sound: као број седам 1952. и 1972, као број десет (Листа критичара) и шест (Листа режисера) 1992. и као број девет 2012. (Листа критичара). Заузео је тридесет седмо место на листи редитеља 2012. године, где су га сместили филмски ствараоци као што су Маноел де Оливеира, Атом Егојан, Цаи Минг-Љанг, Волтер Салес, Бела Тар, Мајкл Ман, који су га назвали „људским искуством пренетим искључиво из визуелизације људског лица: нико други није компоновао и реализовао људска бића као Драјер у Страдању Јованке Орлеанке”, и Кутлуг Атаман, који је рекао да га је „научио да филм може бити сама поезија и безвременски”. Године 2010. The Guardian је поставио филм на 22. место на својој листи од 25 најбољих уметничких филмова. Филмски фестивал у Торонту је 2010. објавио своју листу 100 основних филмова, која је спојила једну листу од 100 најбољих филмова свих времена коју је утврдио стручни панел кустоса фестивала са другом листом коју су одредиле заинтересоване стране фестивала. Страдање Јованке Орлеанке је оцењен као најутицајнији филм свих времена. Њен наступ је рангиран на 26. месту листе 100 најбољих изведби свих времена у часопису Première, највише од свих немих изведби на листи. Филм се 2018. године нашао на 23. месту BBC-јеве листе 100 најбољих филмова на страном језику, где је гласало 209 филмских критичара из 43 земље.
Сцене из филма појављују се у филму Живети свој живот (1962) Жан-Лика Годара, у којем главна јунакиња Нана гледа овај филм у биоскопу и идентификује се са Јованком. У филму Хенри и Џун, Хенри Милер је приказан како гледа последње сцене овог филма и наглас приповеда писмо Анаис Нин, упоређујући је са Јованком, а себе са ликом „лудог монаха” којег игра Антонен Арто.